# Сус
Сус (на арабски: سوسة‎‎ – Суса) е град в Северен Тунис, административен център на провинция Сус.

## География
Разположен е на югозападния бряг на Хамаметския залив на Средиземно море. Има население от 239 124 жители според преброяването от 2014 г.
Разполага с пясъчни плажни ивици, станали основа за развитието на града като морски курорт.

## История
Финикийците основават Хадрумет (на латински: Hadrumetum) през 11 век пр.н.е., който по-късно се нарежда сред основните центрове на Картагенската държава. През Третата пуническа война обаче жителите на града застават на страната на Римската република, за което са наградени с права на римски граждани. При Траян получават статут на колония, а при Диоклециан Хадрумет става главен град на провинция Бизацена. Преименуван е на Юстинианопол в чест на византийския император Юстиниан I.
От арабското му завоюване градът, вече с името Сус (или Суса), губи предишното си значение за няколко века. Кайруанските владетели от династията на Аглабидите придават голямо значение на пристанището на Сус. Те опасват града (859) с крепостни стени, запазени и до днес, и издигат Голямата джамия (850).
През ХІХ век французите разширяват града извън крепостта, по-близо до морето. На 26 юни 2015 г. в курорта Ел-Кантауи, намиращ се на 10 километра северно от Сус, е извършен терористичен акт, довел до смъртта на около 40 туристи.

## Туризъм
Градът се е развил като морски курорт. Той е богат на културно-исторически паметници. Сред неговите забележителности са Старият град, Суската касба (градска крепост) – с музей и мозайки от римски вили от района, Голямата и други джамии, синагога, църква, катакомби.
Медината (старата част на града) от 1988 г. е обект на световното културно наследство на ЮНЕСКО.
- Изглед от плажа с хотели
- Университетът на Сус
- Голямата джамия